# Église Saint-Martial d'Assas
Pour les articles homonymes, voir église Saint-Martial.
L'église Saint-Martial d'Assas est une église romane située à Assas dans le département français de l'Hérault en région Occitanie, réputée pour le tympan de sa porte méridionale.

## Historique
L'église Saint-Martial d'Assas (localité appelée Arsaz en 1129) fut construite au XIIe siècle et modifiée au XIIIe, XVIIe et XIXe siècles. 
Elle est au départ la chapelle du château féodal, aujourd'hui disparu. Elle est accolée au château d'Assas par l'extrémité de sa nef unique.  
Confisquée et vendue comme bien national à la Révolution, elle est acquise en 1797 par André Crépin Bouschet, de Montpellier. La commune rachètera l'église à sa veuve en 1822. 
Une première protection, ne classant que le porche et la fenêtre absidiale, fut prise par arrêté du 3 février 1942. Cet arrêté a été annulé et remplacé : depuis le 29 décembre 1987 l'église dans son ensemble fait l'objet d'un  classement au titre des monuments historiques. 
Au début du XXIe siècle, elle est entièrement restaurée.

## Architecture extérieure
Les éléments remarquables qui subsistent de l'église romane sont le chevet, la fenêtre absidiale et le tympan de la porte méridionale, orné d'une fine résille de pierre.
Elle est dotée d'un clocher-mur à une cloche, dont l'entrée est indépendante de l'église.

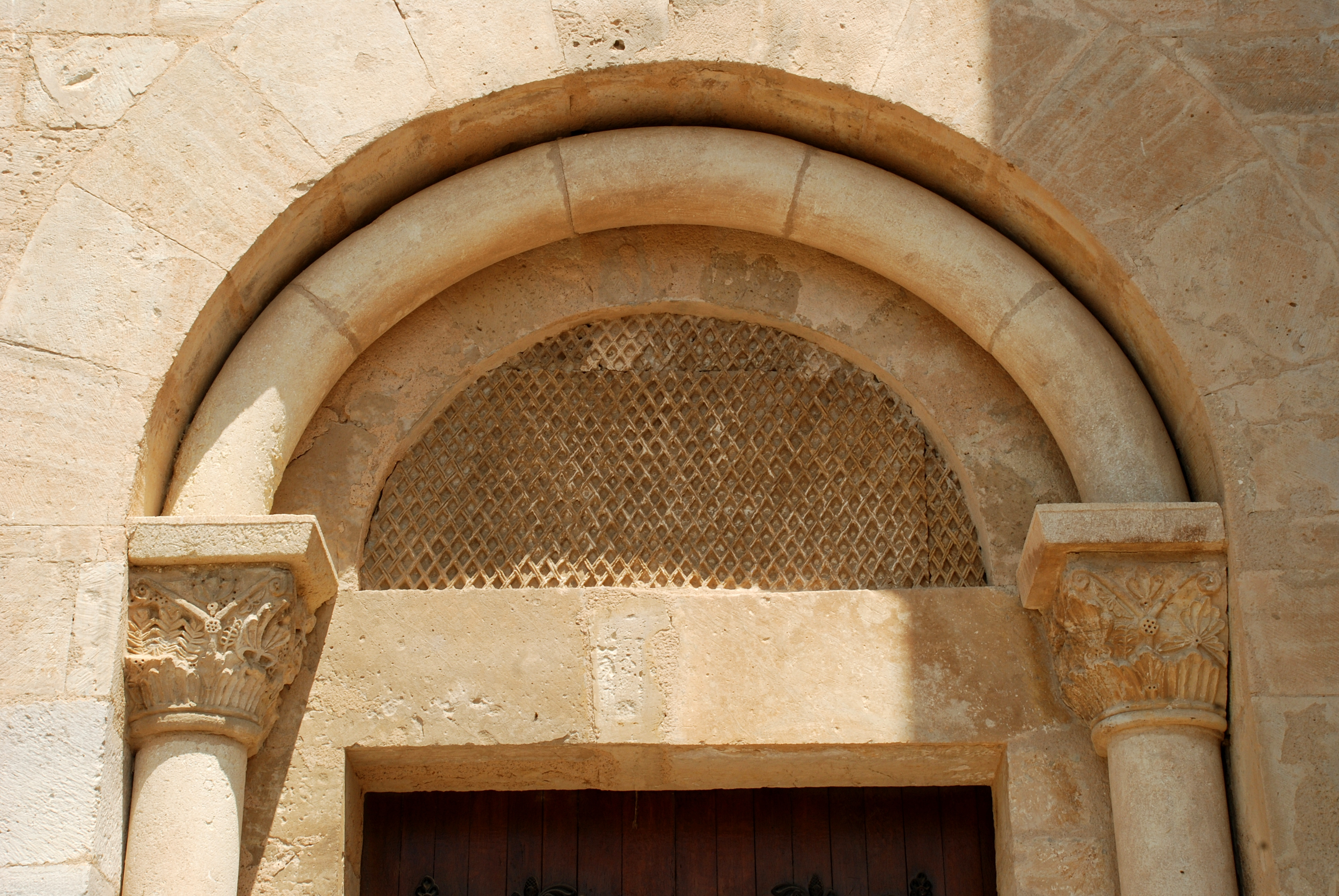
La résille de pierre du tympan

### Le chevet
Le chevet, érigé sur un soubassement en moellon, est édifié en pierre de taille de belle facture et surmonté d'une corniche moulurée.
La fenêtre absidiale à double ébrasement est encadrée de deux colonnettes ornées, à leur base, d'un double anneau torique et, à leur sommet, d'un chapiteau sculpté orné chacun d'un visage et de motifs végétaux. Le chapiteau de gauche est moderne. Ces chapiteaux supportent un arc torique (boudin).

Le chevet
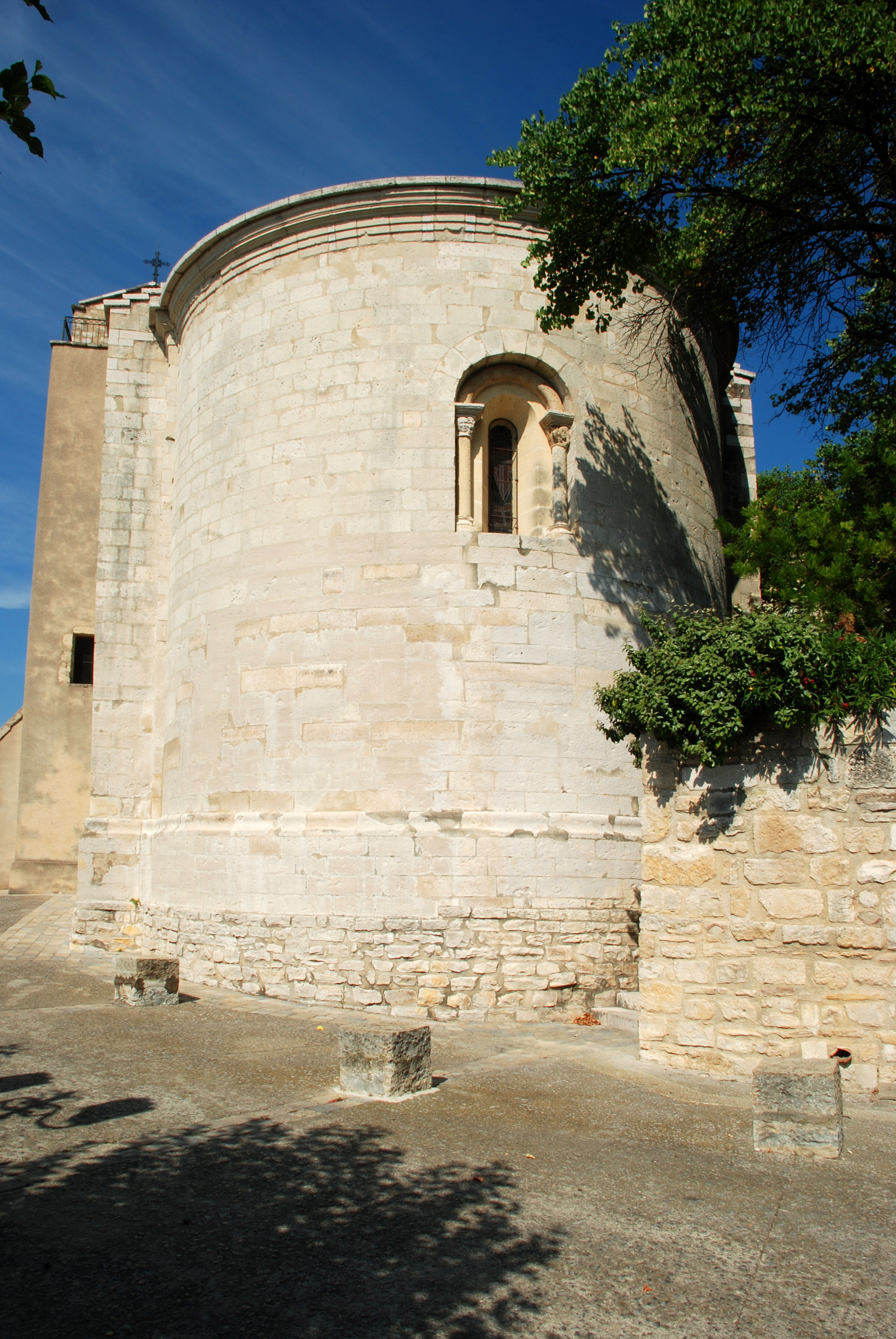
Le chevet.
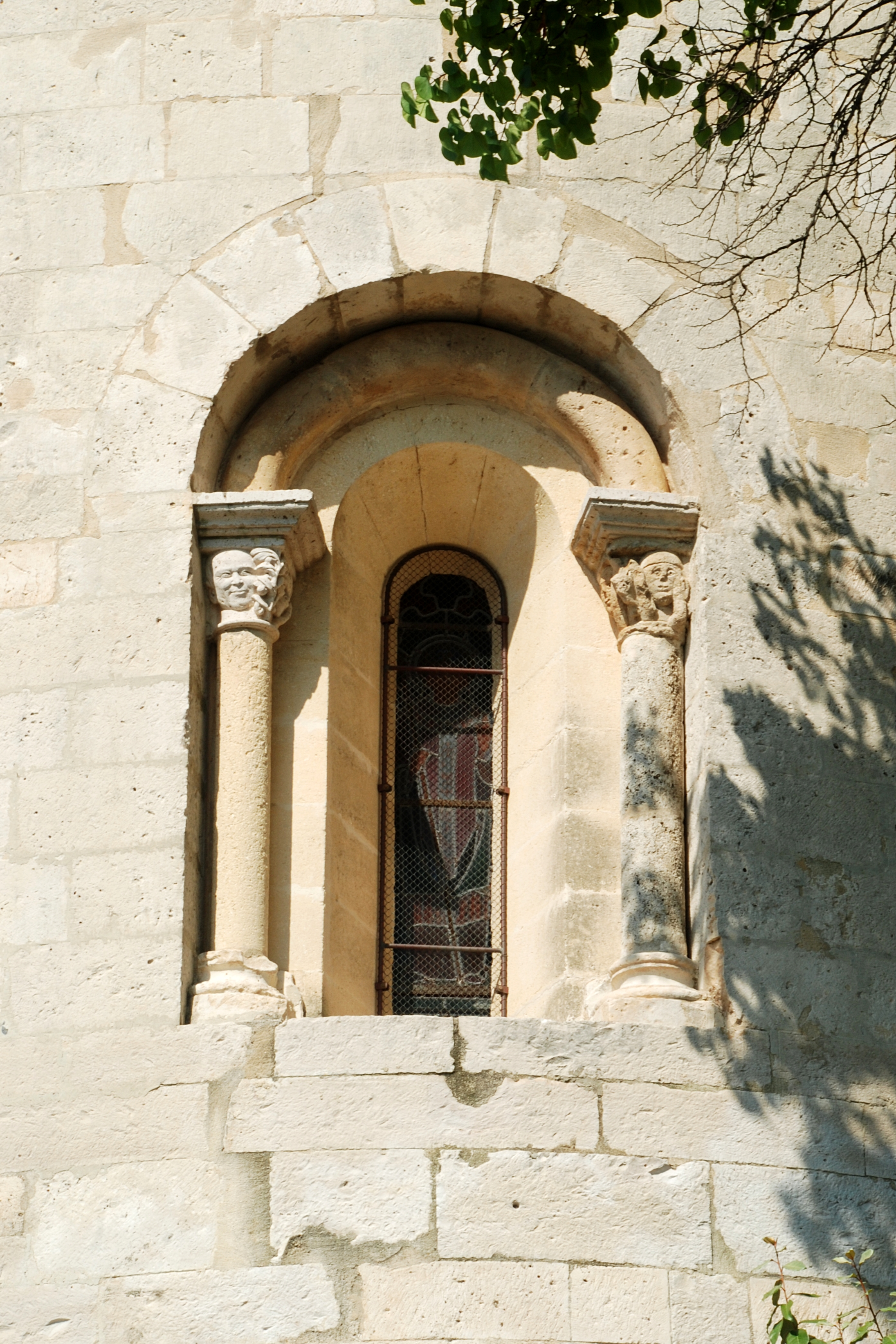
La fenêtre absidiale.

### La porte méridionale
La porte méridionale est surmontée d'un intéressant tympan constitué d'une résille de pierre finement ajourée, possible réminiscence des fenêtres à claustra de l'architecture hispano-mauresque.
La porte est encadrée de deux colonnes ornées, à leur base, d'un double anneau torique et, à leur sommet, d'un chapiteau sculpté orné de motifs végétaux dont le relief a été accentué par des trous réalisés au trépan. Comme dans le cas de la fenêtre absidiale, ces chapiteaux supportent un arc torique (boudin).

La porte méridionale
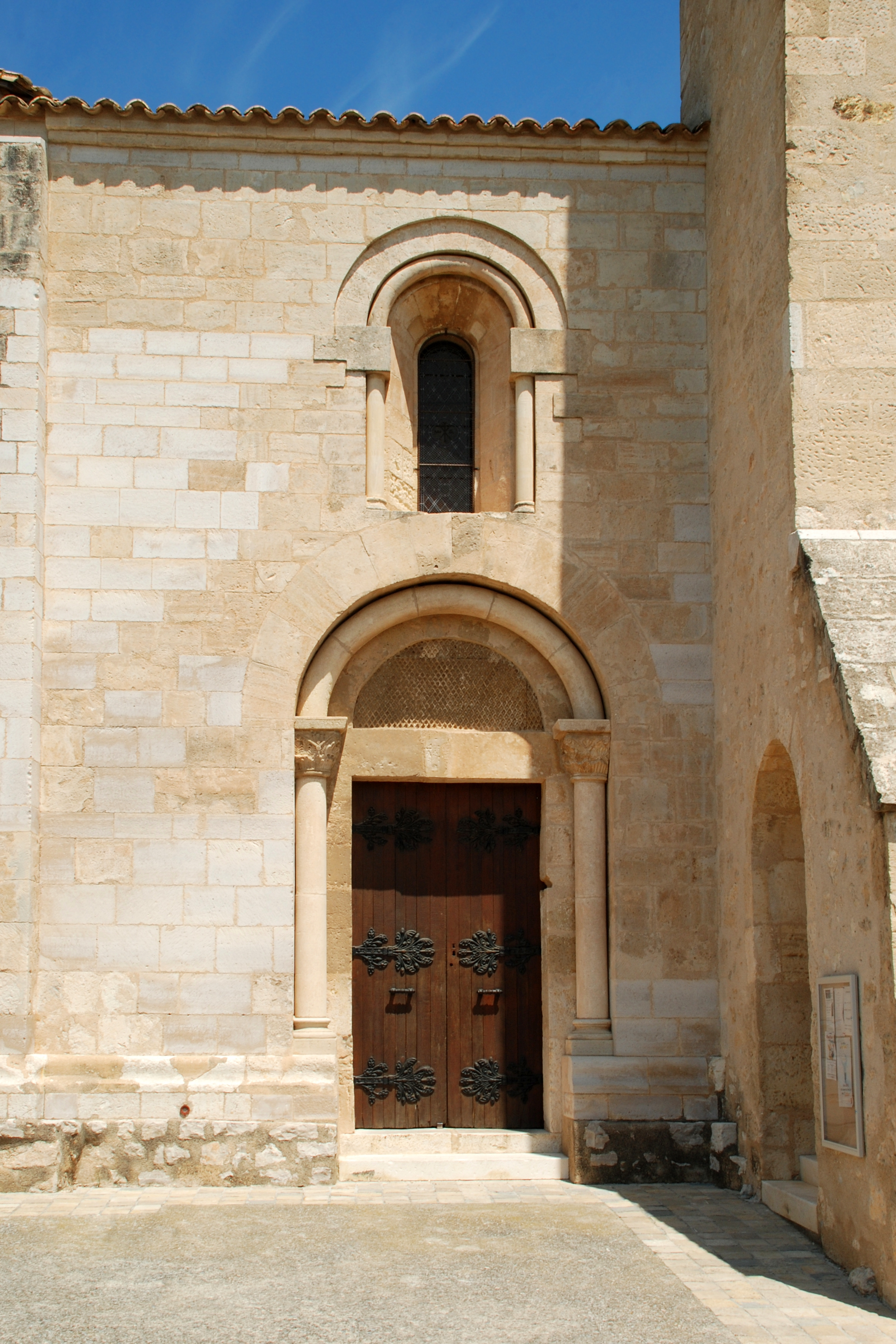
La porte et la fenêtre méridionales..
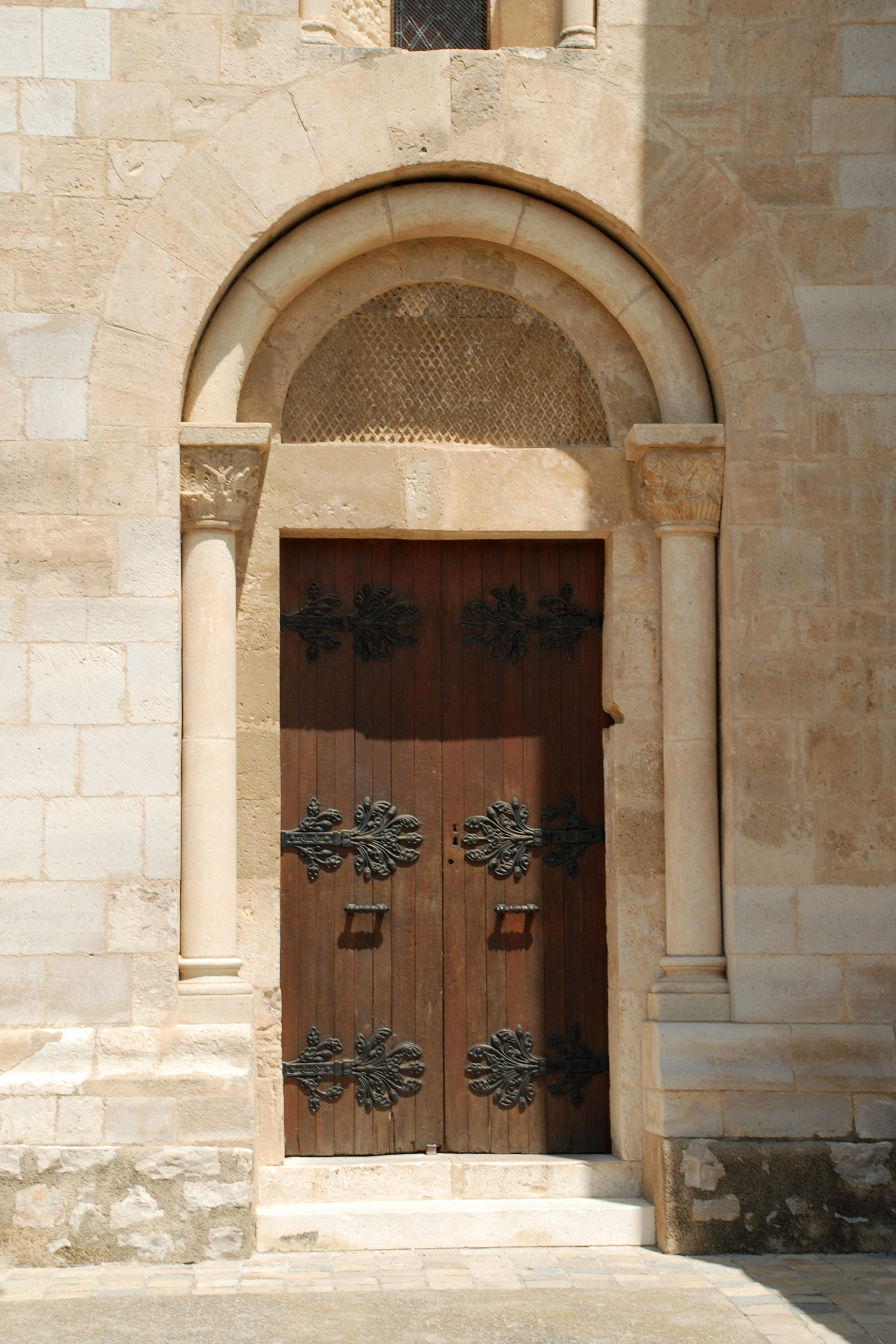
La porte méridionale.
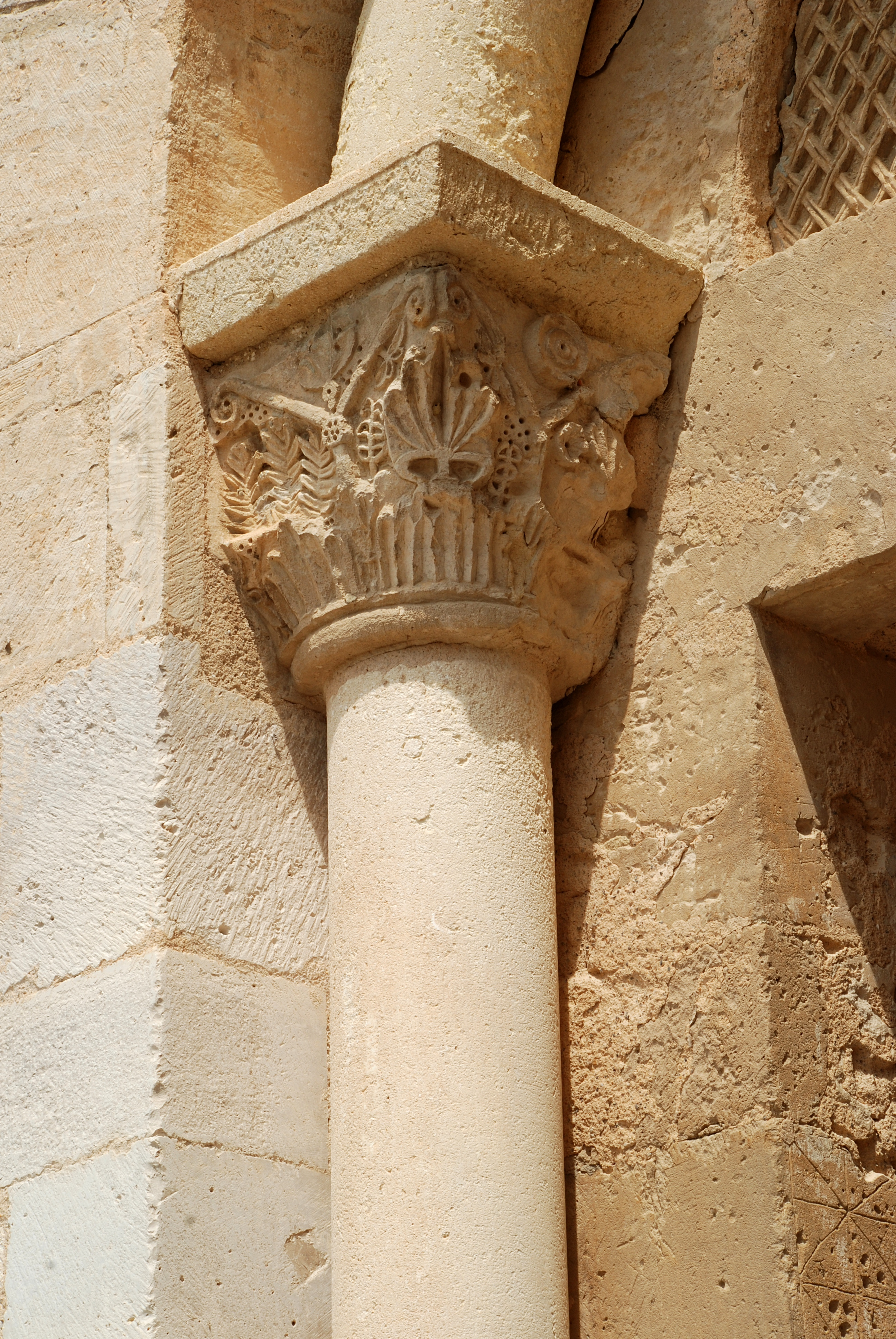
Le chapiteau de gauche.